# Pternopetalum tanakae
Pternopetalum tanakae là một loài thực vật có hoa trong họ Hoa tán. Loài này được (Franch. & Sav.) Hand.-Mazz. miêu tả khoa học đầu tiên năm 1933.